# 충의중학교
충의중학교(忠毅中學校)는 대한민국 경기도 의정부시 민락동에 있는 공립 중학교이다.

## 학교 연혁
- 2002년 1월 14일 : 충의 중학교 설립인가(36학급)
- 2002년 3월 1일 : 충의중학교 개교
- 2002년 3월 1일 : 초대 안광성 교장 취임
- 2002년 3월 7일 : 제1회 입학식(219명 5학급)
- 2002년 9월 28일 : 충의중학교 개교식
- 2005년 2월 17일 : 제1회 졸업식(217명 졸업)
- 2023년 9월 1일 : 제8대 이연섭 교장 취임
- 2024년 1월 8일 : 제20회 졸업식(274명 졸업)
- 2024년 3월 4일 : 제24회 입학식(10학급 292명 입학)

## 참고 자료
- 충의중학교 - 한국교육학술정보원 학교알리미